# Нереверсивна маска
Нереверсивна маска (англ. non-rebreather mask, NRB, non-rebreather, non-rebreather facemask) — це пристрій, що застосовується у медицині для подачі додаткового кисню. При цьому пацієнт дихає самостійно, але, на відміну від носової канюлі, ця маска забезпечує подачу значно вищих концентрацій кисню.

## Будова

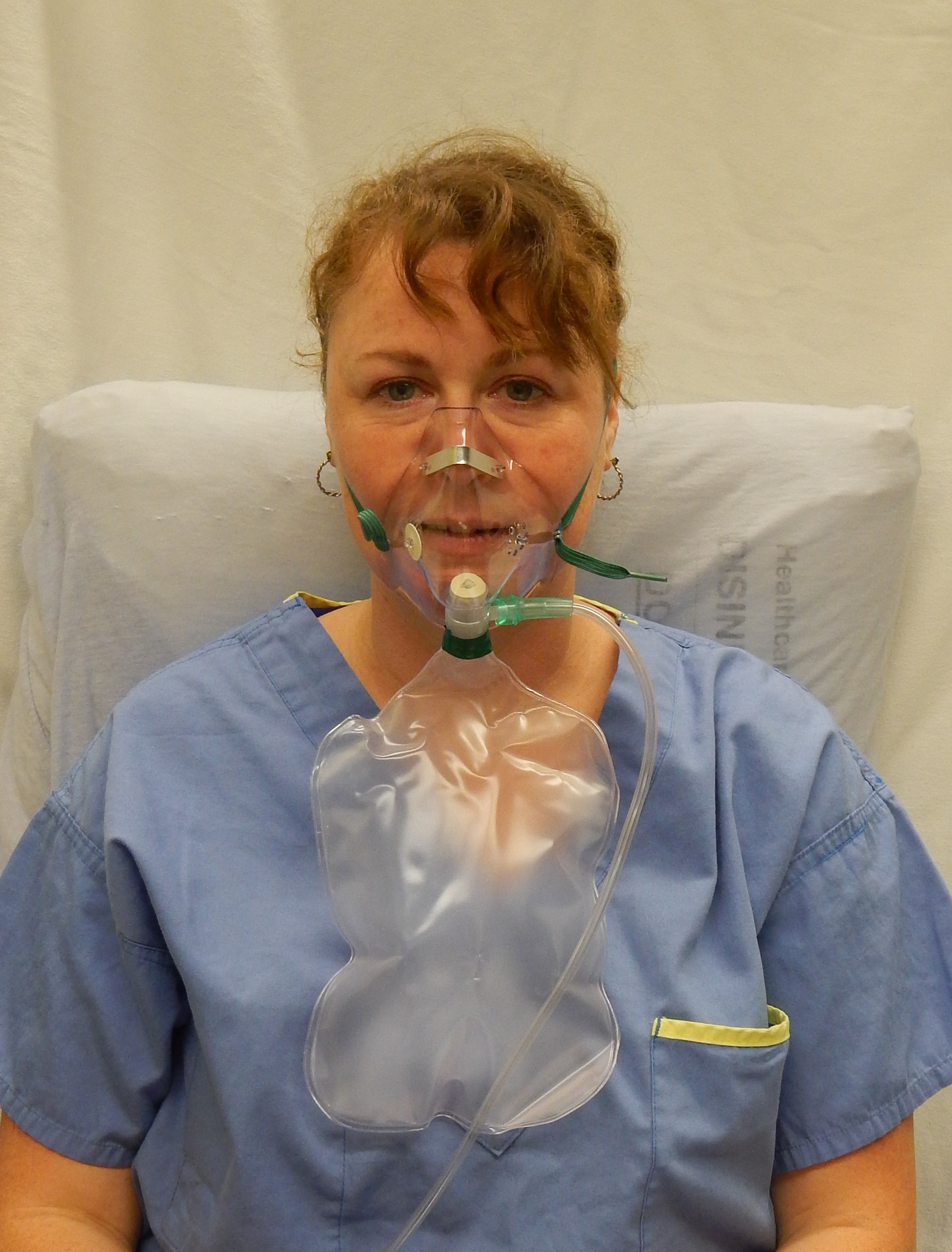
Нереверсивну маску зафіксовано на обличчі людини

Нереверсивна маска покриває ніс та рот пацієнта та фіксується еластичним шнурком навколо голови пацієнта. Маска має під'єднаний резервуар кисню («мішок»), звичайним об'ємом 1 літр, що під'єднується подовжувачем до джерела кисню. Перед фіксацією на пацієнті резервуар слід заповнити киснем більше ніж на 2/3 на швидкості близько 15 літрів на хвилину (л/хв). Близько ¹⁄₃ повітря з резервуару використовується при диханні пацієнта, потім заміщується потоком газу з джерела кисню. Якщо мішок повністю здувається, пацієнт далі не має джерела повітря для дихання.
Вдихуване повітря скеровується з маски через зворотний клапан, що запобігає вдиханню кімнатного повітря та повторне вдихання видихнутого повітря. Клапан і належне герметичне накладання маски на обличчя можуть забезпечити дихання 60 %-80 % киснем (FiO2 = 80 %). Багато підручників повідомляють про вищі концентрації кисню, проте вони не мають посилань на наукові дослідження. Пацієнт має частково вдихати повітря з резервуара під час вдиху, інакше не вдасться досягнути високої концентрації кисню і маска забезпечить лише потік кисню, встановлений на флоуметрі.
За ідеальних умов нереверсивні маски не дозволяють вдихати повітря з навколишнього середовища. Проте, враховуючи ймовірність задухи через проблеми з джерелом газу (кисневий балон буде порожній), один з двох зворотних клапанів зазвичай може видалятись, що уможливлює часткове дихання зовнішнім повітрям. Хоча майже всі нереверсивні маски є одноразовими та виробляються у одному дорослому розмірі, тому, зазвичай, не можуть забезпечити щільне прилягання до обличчя конкретного пацієнта — і кисень розбавляється. Відповідно, лише незначна кількість пацієнтів отримує приблизно 100 % кисню. Для часткового перешкоджання розведенню повітрям зовнішнього середовища необхідні дуже швидкі потоки (> = 30 л/хв). Чим більший хвилинний об'єм дихання пацієнта, тим більше розведення повітрям..
Частково реверсивні маски розроблені для захоплення перших 150 мл видихуваного повітря в резервуар для дихання після наступного вдиху. Це порція повітря кінця вдиху, тому вона перебувала у «мертвому просторі», де не відбувається обмін газу. У зв'язку з цим теоретично у ній не має бути ні зниженої концентрації кисню, ні підвищеної концентрації вуглекислого газу.

## Використання
Нереверсивні маски використовують для пацієнтів з травмою, хронічними захворюваннями дихальних шляхів, отруєнням продуктами горіння, у тому числі чадним газом, чи будь-яких інших пацієнтів, яким необхідні високі концентрації кисню, але не потрібне допоміжне дихання. Пацієнтам, для яких маска на обличчі є неприємною (наприклад, людям з клаустрофобією) або які мають травму рота, буде зручніше з носовою канюлею. Пацієнти, що не можуть дихати самостійно, потребують інвазивної чи неінвазивної штучної вентиляції легень.